# جون لينارد جونز
جون لينارد جونز (بالإنجليزية: John Lennard-Jones)‏ (و. 1894 – 1954 م) هو رياضياتي، وفيزيائي، وأستاذ جامعي، وكيميائي من المملكة المتحدة . ولد في لانكشر . وكان عضواً في الجمعية الملكية .
توفي في ستوك أون ترينت ، عن عمر يناهز 60 عاماً.

## النشأة والتعليم
ولد لينارد-جونز في 27 أكتوبر عام 1894 في لي، لانكشير، الابن الأكبر لماري إلين وهوغ جونز الذي كان يعمل وكيل تأمين. تلقى تعليمه في مدرسة لي غرامر، وتابع دراسته في جامعة مانشستر، وتخرج عام 1915 مع مرتبة الشرف من الدرجة الأولى في الرياضيات.

## مسيرته المهنية
يُعرف لينارد بين العلماء لعمله بخصوص البنية الجزيئية، والتكافؤ الكيميائي، والقوى البين جزيئية. ظهرت الكثير من الأبحاث حول هذه المواضيع على مدى عدة عقود بعد نشره لورقة بحثية عام 1929. لا زالت نظرياته حول الموائع والحفز السطحي ذات تأثير. كتب بضع أوراق بحثية مؤثرة.
كان اهتمامه الرئيس يدور حول البنية الذرية والجزيئية، خصوصًا القوى بين الجسيمات الذرية، وطبيعة الروابط الكيميائية، ومسائل أساسية مثل لماذا يتوسع الماء عندما يتجمد. بتوليه منصب أول كرسي للكيمياء النظرية في المملكة المتحدة، أسس مدرسة أبحاث مخصصة لغرض دراسة ظواهر في الفيزياء والكيمياء العضوية مثل ميكانيكا الكم وتفاعلات الجسيمات دون الذرية. جذب القسم عديدًا من العلماء والرياضيين البارزين، بمن فيهم إس. إف. بويز، وسي. إيه. كولسون، وسي. جي. هول، وإيه. هيرلي، وجيه. بوبل.
تتفاعل ذرات الغاز النبيل من خلال جهد تُوازن فيه قوى فان دير فالس قوة طاردة ناتجة عن تداخل المدارات الإلكترونية. تُدعى مقاربة معروفة لهذا الجهد باسم جهد لينارد-جونز، وهو وصف للطاقة الكامنة على أنها ناتجة عن فصل الذرات. وأيضًا سٌمّي على اسمه مختبر لينارد جونز الذي يضم مدرسة الكيمياء والفيزياء بجامعة كيل. تمنح الجمعية الملكية للكيمياء ميدالية لينارد-جونز وتستضيف محاضرة لينارد-جونز كل عامين.
تحتفظ جامعة كيل بمجموعة من أعمال لينارد جونز المنشورة، فضلًا عن مختبر مسمّى على شرفه. جمع البروفيسور سي. إيه. كولسون مذكرات المحاضرات بين عامي 1928 و1932، الموجودة في مكتبة جامعة كامبريدج، سجل محاضرات لينارد-جونز. كتب كولسون: «أظن بأن هذه هي أولى المحاضرات حول الكيمياء النظرية (أو ربما بشكل أدق كيمياء الكم) التي أُعطيت في بريطانيا. توجد الأوراق الخاصة للينارد-جونز في مركز تشرشل للأرشيفات، في كامبريدج.
في 26 آب عام 1925، تزوج من كاثلين ماري لينارد، وأضاف اسم عائلتها إلى كنيته لتصبح لينارد جونز. كان للزوجين طفلان؛ جون وماري. توفي بسبب السرطان في ستوك-أون-ترينت في الأول من نوفمبر عام 1954.

## الجوائز والتشريفات
سُمي مركز لينارد-جونز في جامعة كامبردج على شرفه.
سميت مدرسة الكيمياء/الكيمياء الطبية والفيزياء بجامعة كيل على اسمه.

## مناصب وهيئات
أدار جامعة برستل.

## الخدمة العسكرية
خدم في الجيش البريطاني.

## جوائز
حصل على جوائز منها:
- زمالة الجمعية الملكية
- فارس قائد رتبة الإمبراطورية البريطانية.